# Mokulu (peuple)
Pour les articles homonymes, voir Mokulu.
 (janvier 2022).
Si vous disposez d'ouvrages ou d'articles de référence ou si vous connaissez des sites web de qualité traitant du thème abordé ici, merci de compléter l'article en donnant les références utiles à sa vérifiabilité et en les liant à la section « Notes et références ».
Les Mokulu, aussi appelés Moukoulou ou Djonkor-Guera, forment une ethnie du Tchad. Les Mokulu vivent au centre du Tchad dans la région administrative du Guera, dans la sous-préfecture de Bitkine. Ils habitent les massif du guera dont le sommet culminant est le mont guera qui mesure 1613m d'altitude. Ils sont musulmans et chrétiens évangéliques et quelques minorités pratiques encore la religion traditionnelle longayi. Leur nombre est estimé à environ 110 000 personnes répartis dans une vingtaine de villages et hameaux. Ils s'organisent en tribus : Mokilagui, Dolagui,Anziragui, mizimagui, moregui et gougagui. Les Mokilagui sont les plus nombreux de ces tribus car ils constituent 70% de toutes la population. Les Mokilagui sont subdivisés en plusieurs clans: bomagui, bouddimagui, darghiyagui, podjagui,morkidagui, poriyagui, alkissagui, sankagui, moussiyagui, timbilgnagui, zombiragui, mawilagui, tubiyagui et dibbignagui.
Sur le plan linguistique, les Moukoulou parlent une langue chamito-semitique du groupe tchadique oriental.

## Langue
Les Mokulu parlent le mokulu. C'est une langue chamito-semitique du groupe tchadique oriental.